# Unterhart (Gemeinde Sankt Martin im Mühlkreis)
Unterhart ist ein Ortsteil von Sankt Martin im Mühlkreis und liegt ganz im Süden der Gemeinde und des Bezirkes Rohrbach. Die Ortschaft grenzt direkt an den Ort Landshaag in Urfahr-Umgebung.
Die Bezeichnung „Unterhart“ geht auf die althochdeutsche Flurbezeichnung Hart = „Siedlung am Wald“ zurück. Zur Unterscheidung wurden im 13. Jahrhundert die Bezeichnungen Ober- und Unterhart eingeführt. Nahe der Geißkirche fand man Werkzeuge aus der Bronzezeit, die auf eine sehr frühe Besiedelung hinweisen. Außerdem zieht sich mitten durch Unterhart eine mittelalterliche Salzstraße Richtung Böhmerwald. Erstmals schriftlich erwähnt wird das Hart im 13. Jahrhundert im Urbar des passauischen Klosters St. Nikola.